# Guillaume Monturus
Guillaume Monturus est un facteur d'orgues français, né à Sarlat le 2 décembre 1737, mort dans le nord de l'Espagne entre 1795 et 1797.

## Biographie
En 1752, Jean-François Lépine commence la réalisation de l'orgue de la cathédrale de Sarlat. Il embauche un apprenti sarladais âgé de 15 ans, Guillaume Monturus.
Il s'est établi à son compte vers 1770. Il a fourni en 1771 la tuyauterie de l'orgue de l'abbaye Saint-Victor de Marseille à Pierre Duges qui en assure le montage. Guillaume Monturus a construit seul l'orgue de Saint-Ferréol de Marseille en 1772. Il restaure les orgues d'Auterive à partir de 1771 qu'il a achevées en 1783 après s'être installé dans cette ville, d'Aniane vers 1775, de l'église Notre-Dame-des-Tables de Montpellier en 1775. Sur le grand orgue de la cathédrale Saint-Nazaire de Béziers fait par le facteur d'orgues flamand Poncher, il a achevé le positif le 4 mars 1780, qui est réparé en 1785 par Joseph Isnard. La réalisation de l'augmentation de l'orgue de Béziers a été une source de contentieux avec le chapitre jusqu'en 1784 et une très mauvaise affaire financière. Il a réalisé l'orgue de l'abbaye de Villemagne-L'Argentière, en 1779. En 1780-1782, il travaille sur l'orgue de tribune de la cathédrale Sainte-Marie de Lombez.
À partir de 1790, il va commencer une carrière en Espagne avec son fils Jean. Ce dernier a été baptisé le 4 mai 1768 dans la ville de Limoges. Son acte de baptême permet de savoir que son épouse se nommait Marie Mayze et son parrain est Jean Guillaume Martial Desnoyer qui avait travaillé avec Guillaume Monturus à Millau. Ils se sont établis à Santo Domingo de la Calzada, dans la province de Logroño. Dans les contrats, ils sont mentionnés « Guillermo » et « Juan » Monturus, élèves du théoricien de l'orgue don Bedos (mais sans mention de Jean-François Lépine). Ils ont travaillé dans la région de La Rioja. On les trouve cités pour l'orgue de Bañares. Ils sont connus pour plusieurs travaux en Navarre. Il a fait des travaux dans la province d'Alava, à La Guardia, en 1792. En 1795, on les rencontre à Viana. Guillaume Monturus a dû mourir à cette époque car seul son fils Jean à partir de 1797, à Arguedas, en 1797, Fitero, en 1800, à Elciego, en 1819, Santo Domingo de la Calzada, en 1813, 1816 et 1825, Aguilar de Codés, en 1829, Leiza, en 1834. Le paiement des travaux de ce dernier instrument a duré jusqu'en 1842. Jean Monturus a dû mourir vers 1843.